# The Decameron
The Decameron er en amerikansk middelalderlig mørk komedie -tv-serie skabt af Kathleen Jordan. Den er inspireret af den italienske novellesamling fra det 14. århundrede Dekameron af Giovanni Boccaccio.
Serien blev udgivet på Netflix den 25. juli 2024.

## Præmisse
I 1348, da Den Sorte Død hærger Firenze, trækker en række adelige og deres tjenere sig tilbage til det landlige Villa Santa. Mens de forsøger at afværge pesten i Toscanas bakker med vin og sex, må gruppen til sidst kæmpe for deres overlevelse. Serien er fyldt med drama og overraskelser.

## Medvirkende
- Zosia Mamet som Pampinea
- Saoirse-Monica Jackson som Misia
- Tanya Reynolds som Licisca
- Amar Chadha-Patel som Dioneo
- Leila Farzad som Stratilia
- Lou Gala som Neifile
- Karan Gill som Panfilo
- Tony Hale som Sirisco
- Douggie McMeekin som Tindaro
- Jessica Plummer som Filomena

## Episoder
| Titel |
| ----- |

| Nr. | Titel                                     | Instrueret af     | Skrevet af                          | Først sendt   |
| --- | ----------------------------------------- | ----------------- | ----------------------------------- | ------------- |
| 1   | "The Beautiful, Not-Infected Countryside" | Michael Uppendahl | Kathleen Jordan                     | 25. juli 2024 |
| 2   | "Holiday State of Mind"                   | Michael Uppendahl | Kathleen Jordan                     | 25. juli 2024 |
| 3   | "By Homer, It's a Winner's Wreath!"       | Andrew DeYoung    | James Rogers III                    | 25. juli 2024 |
| 4   | "The Mood is Soiled"                      | Andrew DeYoung    | Anthony Natoli                      | 25. juli 2024 |
| 5   | "Switcheroo"                              | Anya Adams        | Megan King Kelly                    | 25. juli 2024 |
| 6   | "A Stony Brook Away"                      | Anya Adams        | Marie Hanhnhon Nguyen               | 25. juli 2024 |
| 7   | "This is Awful, And You'll Never Recover" | Michael Uppendahl | Zoe Jarman                          | 25. juli 2024 |
| 8   | "We've Had a Good Cry"                    | Michael Uppendahl | Kathleen Jordan and Stephen Unckles | 25. juli 2024 |

## Produktion
I august 2022 annoncerede Netflix, at de havde bestilt en tv-serie løst inspireret af novellerne i Decameron fra det 14. århundrede skrevet af Giovanni Boccaccio. Serien blev skabt af showrunner Kathleen Jordan, og Jenji Kohan ville producere sammen med Jordan. Michael Uppendahl skulle instruere fire af de otte afsnit. Rollelisten blev annonceret i december 2023, og omfattede bl.a. Zosia Mamet, Saoirse-Monica Jackson, Tanya Reynolds, Amar Chadha-Patel, Leila Farzad, Lou Gala, Karan Gill, Tony Hale, Douggie McMeekin og Jessica Plummer.
Præproduktion til serien begyndte i slutningen af 2022. Optagelserne begyndte den 10. januar 2023 med planer om at fortsætte til juni. Optagelserne i Rom fandt sted i Cinecittà Studios, hvor interiøret i Villa Santa indtog fase 5, hvor yderligere dele af villaen brugte fase 4 og 11. Yderligere optagelser på stedet fandt også sted på steder i hele provinsen Viterbo, såsom haverne i Castello Ruspoli, og at San Pellegrino-kvarteret fungerer som Firenze fra det 14. århundrede ved at dække og skjule moderne funktioner såsom tagrender, kabler, vinduer og skorstene.

## Udgivelse
The Decameron blev udgivet den 25. juli 2024 på Netflix. 

## Modtagelse
På webstedet Rotten Tomatoes, der indsamler anmeldelser, er 66 % af 29 kritikeres anmeldelser positive med en gennemsnitlig vurdering på 5,8/10. 